# 순다산악긴꼬리자이언트쥐
순다산악긴꼬리자이언트쥐(Leopoldamys ciliatus)는 쥐과에 속하는 설치류의 일종이다. 이전에는 에드워즈긴꼬리자이언트쥐의 아종으로 간주했으며, 이명은 Leopoldamys setiger이다. 순다산악긴꼬리자이언트쥐는 인도네시아 수마트라섬과 말레이반도, 특히 해발 1km 이상의 산지림에서 발견된다. 육상성 동물이자 수상성 동물로 추정되며, 일차림과 퇴화된 열대 습윤 숲에서 서식한다.
넓은 분포 지역과 서식지 변화에 대해 어느 정도 내성을 갖고 있으며 개체군이 크고, 많은 보호 지역에서 발견되고, 더 위험한 등급으로 떨어질 가능성이 없는 것으로 추정되기 때문에 IUCN 적색 목록에서 "관심대상종"으로 분류하고 있다. 그러나 서식지에서 목재와 땔감, 농경지 개간을 위한 숲 파괴 때문에 개체수가 감소하고 있다.